# WISE
WISE (англ. Wide-field Infrared Survey Explorer, дос. «ширококутний інфрачервоний оглядовий дослідник») — інфрачервоний орбітальний телескоп НАСА, який працював з грудня 2009 по серпень 2024 року. Він відкрив тисячі астероїдів і численні зоряні скупчення, його спостереження допомогли відкрити перший коричневий карлик типу Y і перший троянський астероїд Землі. За перші 10 місяців роботи на орбіті WISE провів огляд всього неба в інфрачервоному діапазоні на довжинах хвиль 3,4, 4,6, 12 і 22 мкм.
У лютому 2011 року запаси твердого водню, який використовувався як охолоджувач, були вичерпані, і космічний апарат був переведений у сплячий режим. У 2013 році він відновив роботу для пошуку навколоземних об'єктів, таких як комети та астероїди, які можуть зіткнутися із Землею. Після виводу зі сплячого режиму місія отримала нову назву NEOWISE (Near-Earth Object Wide-field Infrared Survey Explorer).
NEOWISE завершив наукові дослідження 31 липня 2024 року, і до кінця року має згоріти в земній атмосфері. Це рішення було прийнято через поступовий розпад його орбіти й відсутність бортової силової установки для підтримки орбіти. Бортовий передавач був вимкнений 8 серпня, що ознаменувало офіційне виведення космічного корабля з експлуатації.

## Конструкція
Супутникову платформу WISE створила компанія Ball Aerospace & Technologies у Боулдері, штат Колорадо. Орієнтовна маса літальної системи становить 560 кг. На корпусі встановлені сонячні батареї та антену з високим коефіцієнтом підсилення в Ku-діапазоні для передачі даних на Землю.
Будівництво телескопа WISE було розділено між Ball Aerospace & Technologies (космічний корабель, підтримка операцій), SSG Precision Optronics, Inc. (телескоп, оптика, скануюче дзеркало), DRS Technologies і Rockwell International (фокальні площини), Lockheed Martin (кріостат, охолодження телескопа) і Лабораторією космічної динаміки (прилади, електроніка та тестування). Керувала створенням апарата Лабораторія реактивного руху.
Головною ціллю космічної місії було проведення інфрачервоного огляду всього неба. Космічний корабель розмістили на круговій, полярній, сонячно-синхронній орбіті висотою 525 км. Він мав працювати 10 місяців і зробити 1,5 мільйона зображень - по одному кожні 11 секунд. Супутник обертався над термінатором, його телескоп завжди був спрямований у протилежний бік від Землі (за тим лише винятком, що він уникав напрямку на Місяць), а його сонячні батареї — на Сонце. Кожне зображення охоплювало поле зору 47 кутових мінут і мало роздільну здатність 6 кутових секунд.

WISE дослідив небо на чотирьох довжинах хвиль інфрачервоного діапазону з дуже високою чутливістю. Він мав на меті, щоб повний атлас неба, складений з усіх його зображень, мав межі чутливості (5 сигм) 120, 160, 650 і 2600 мікроянських на довжинах хвиль 3,3, 4,7, 12 і 23 мкм. В підсумку він досяг чутливості щонайменше 68, 98, 860 і 5400 мікроянських. Це в 1000 разів краща чутливість, ніж в 1983 році в супутника IRAS на 12 і 23 мкм, й у 500 000 разів краще, ніж в 1990-х роках у COBE на 3,3 і 4,7 мкм.

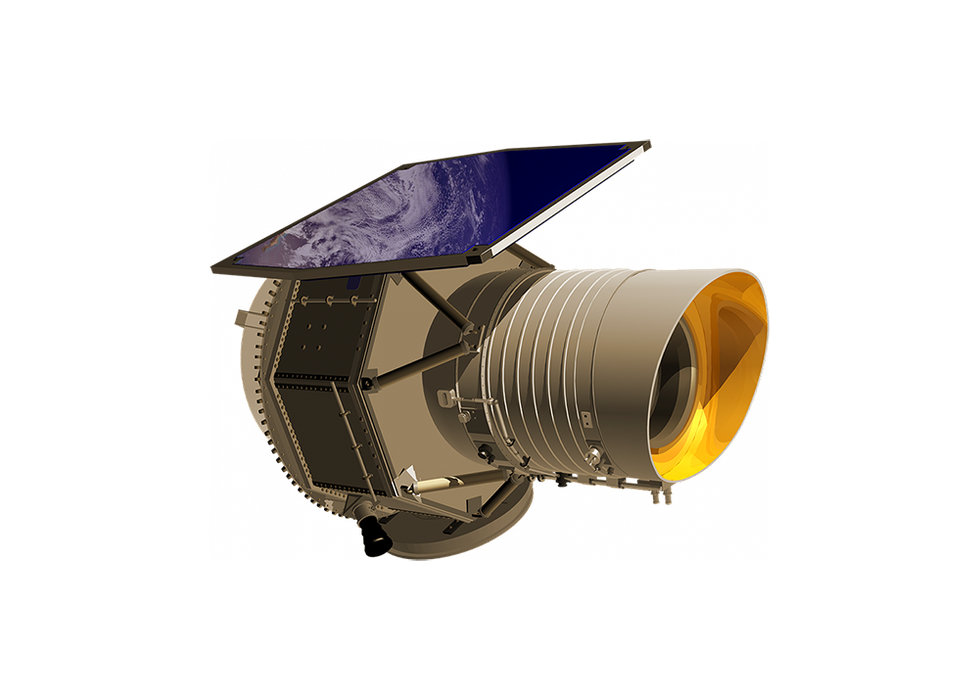
Загальний вигляд WISE
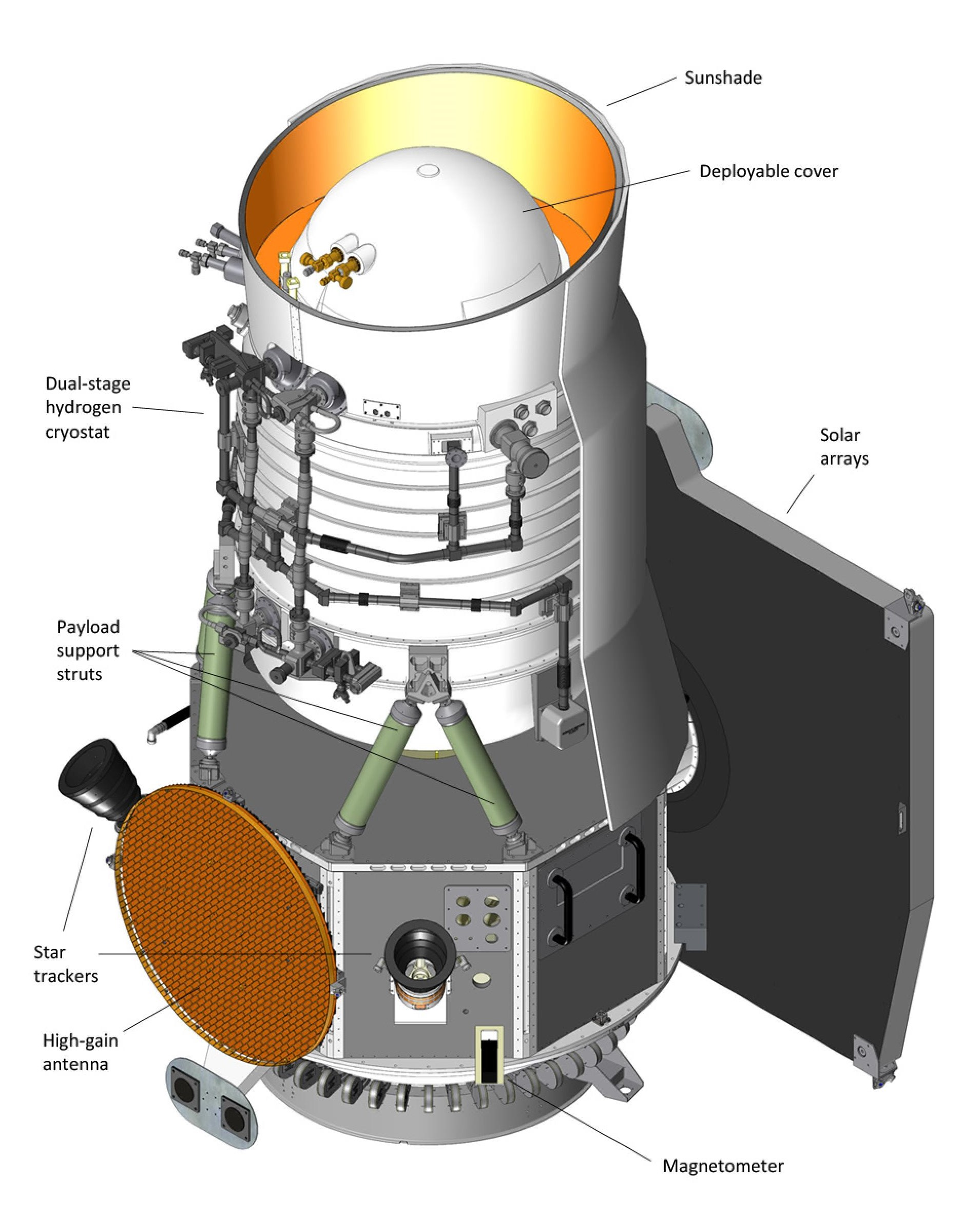
Схема космічного корабля
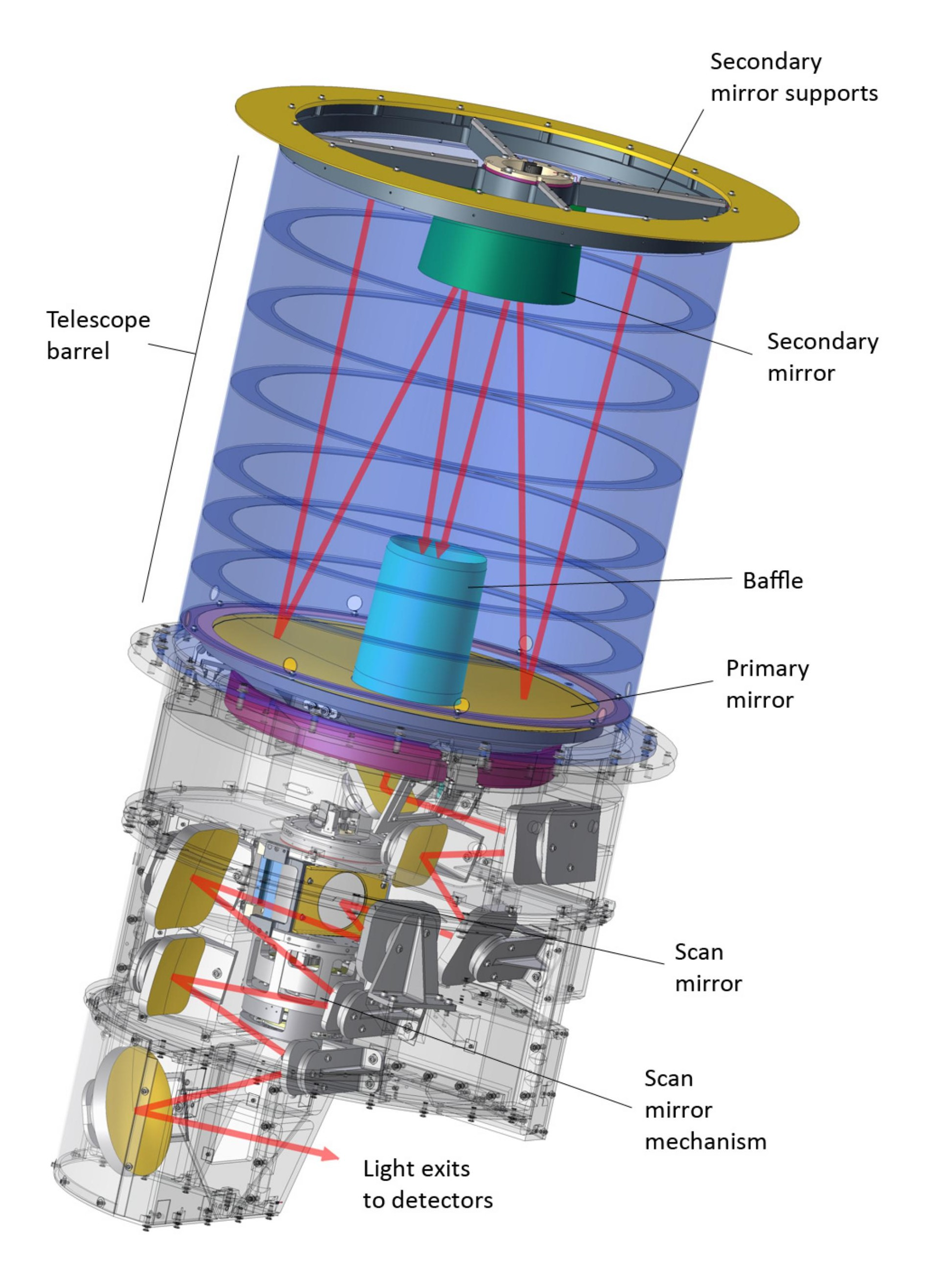
Схема телескопа
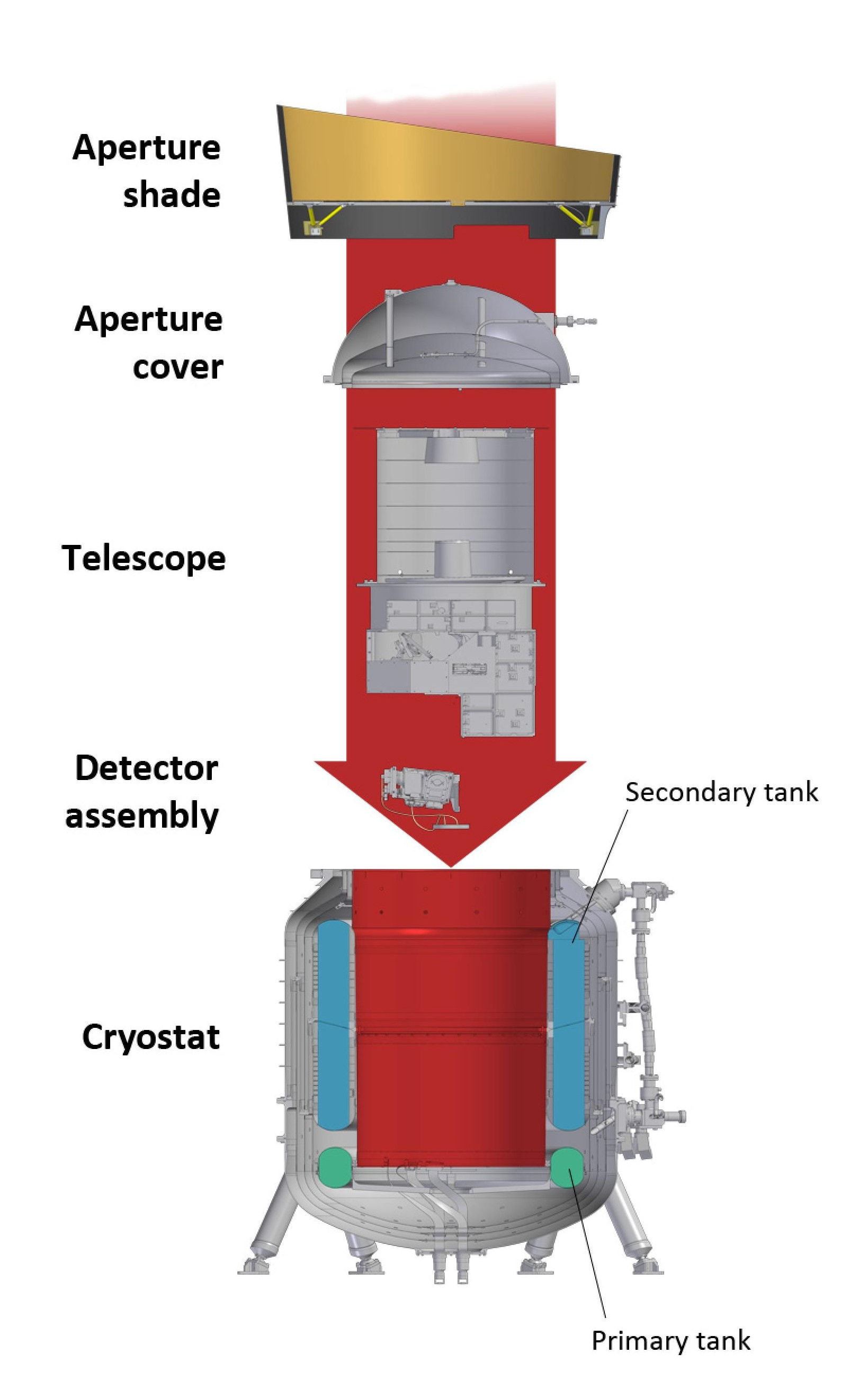
Схема приладів

## Історія

### Розробка

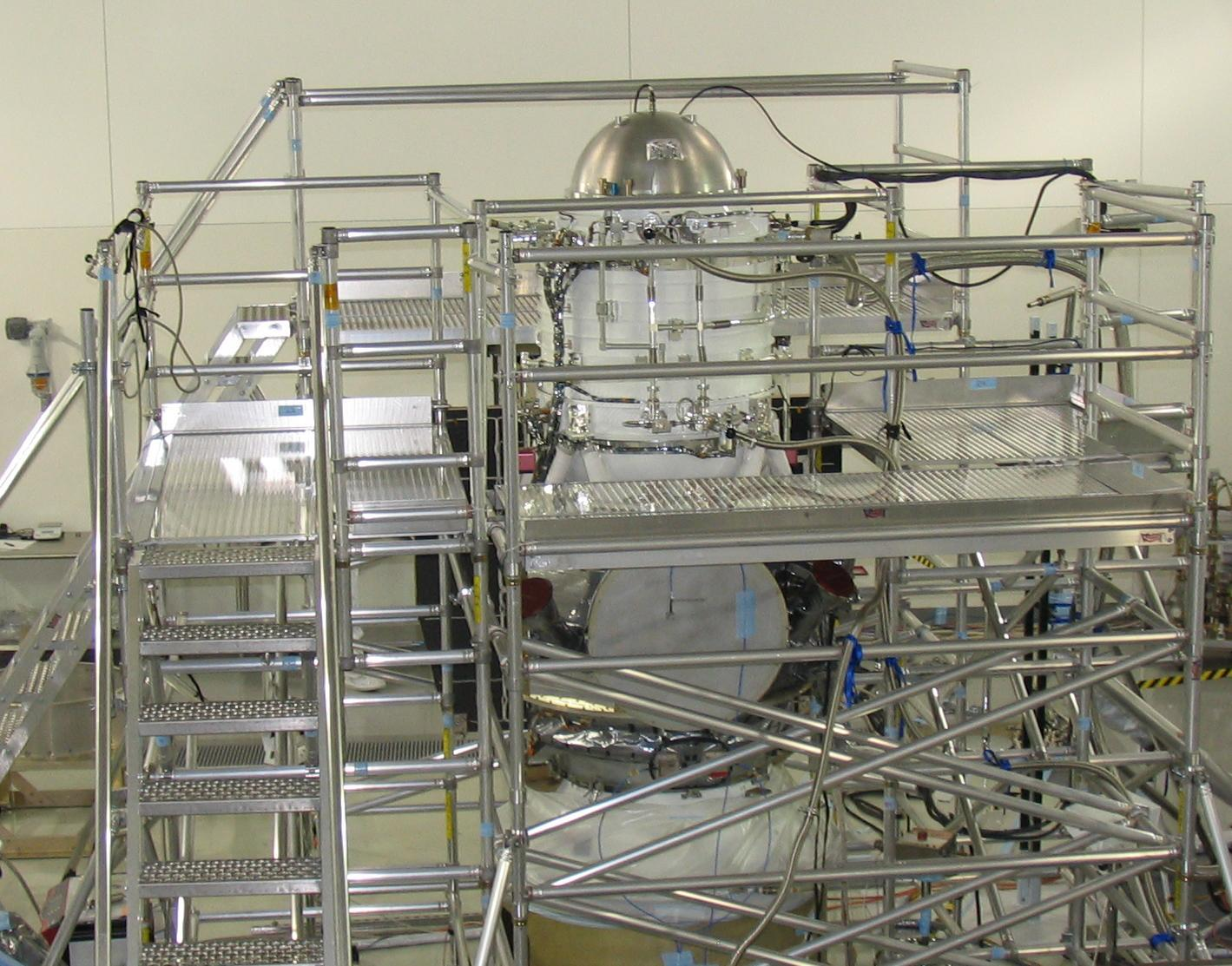
Конструкція риштовань, побудована навколо WISE, дозволяла інженерам отримати доступ до супутника, поки замерзав його водневий охолоджувач

Розробка місії почалась під назвою NGSS. У січні 1999 року NGSS стала однією з п'яти місій, відібраних для дослідження фази А, однак у жовтні 1999 року її не обрали для наступного етапу розробки. у жовтні 2001 року проєкт місії повторно подали до НАСА. У квітні 2002 року місія NGSS прийнята офісом НАСА для попереднього етапу дослідження в межах програми «Експлорер». У грудні 2002 NGSS змінила назву на WISE.
У прес-релізі за березень 2003 року НАСА повідомило, що WISE обрано для дослідження в розширеній фазі А. У квітні 2003 року Ball Aerospace & Technologies обрано постачальником космічного корабля для місії WISE. У квітні 2004 року НАСА затвердило розробку WISE. У листопаді 2004 року Лабораторія космічної динаміки в Університеті штату Юта була обрана для створення телескопа для WISE.
8 листопада 2007 року роль WISE у виявленні потенційно небезпечних об'єктів обговорили на слуханнях в Конгресі США.

### Запуск
Спочатку запуск ракети-носія Дельта II з космічним апаратом WISE планували на 11 грудня 2009 року, але через виявлену проблему з двигуном рульового керування ракети-носія перенесли на 14 грудня 2009 року. Ракету запустили о 14:09:33 UTC з авіабази Ванденберг у Каліфорнії, і вона успішно вивела апарат WISE на заплановану полярну орбіту на висоті 525 км над Землею.

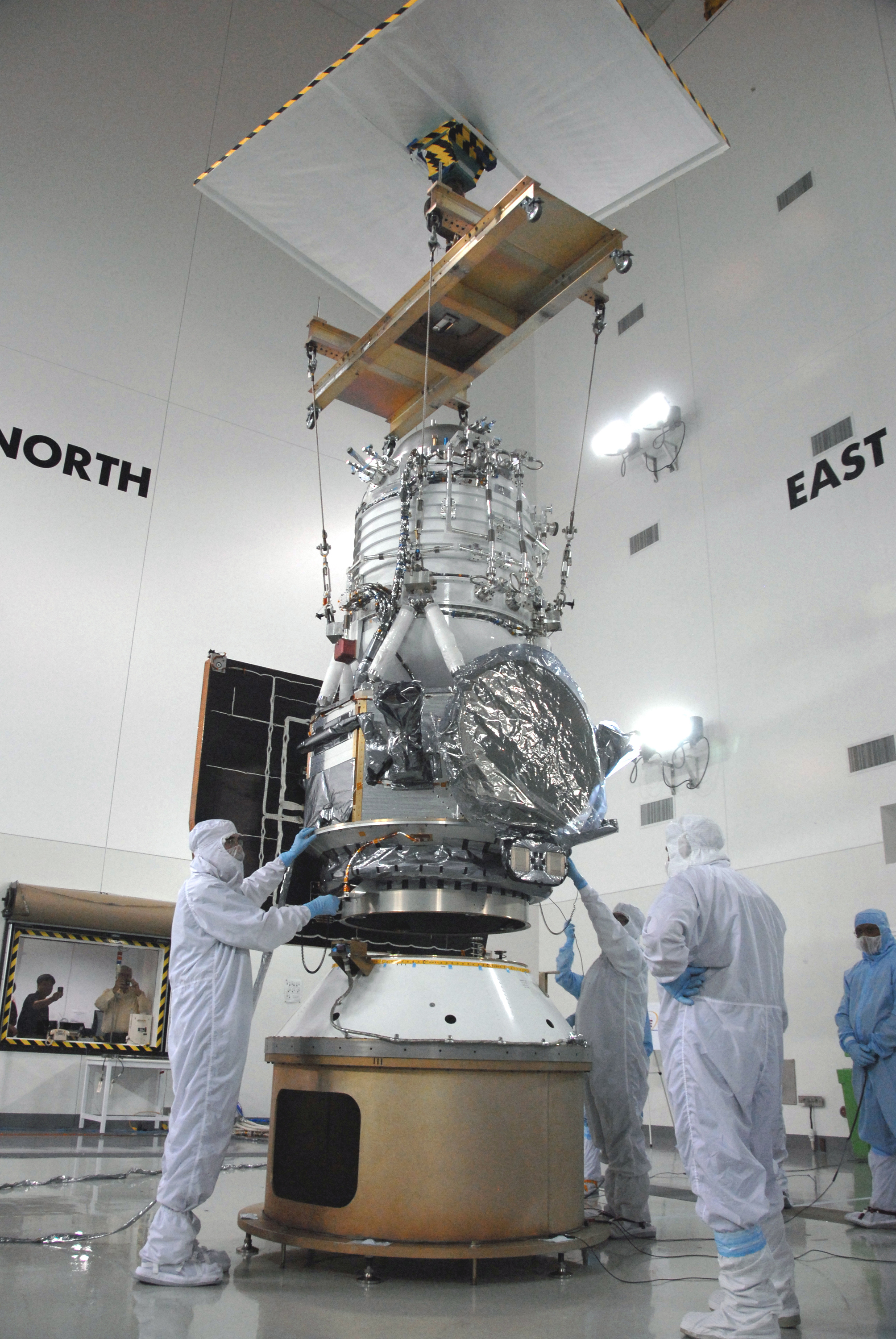
WISE підключається до перехідника для запуску
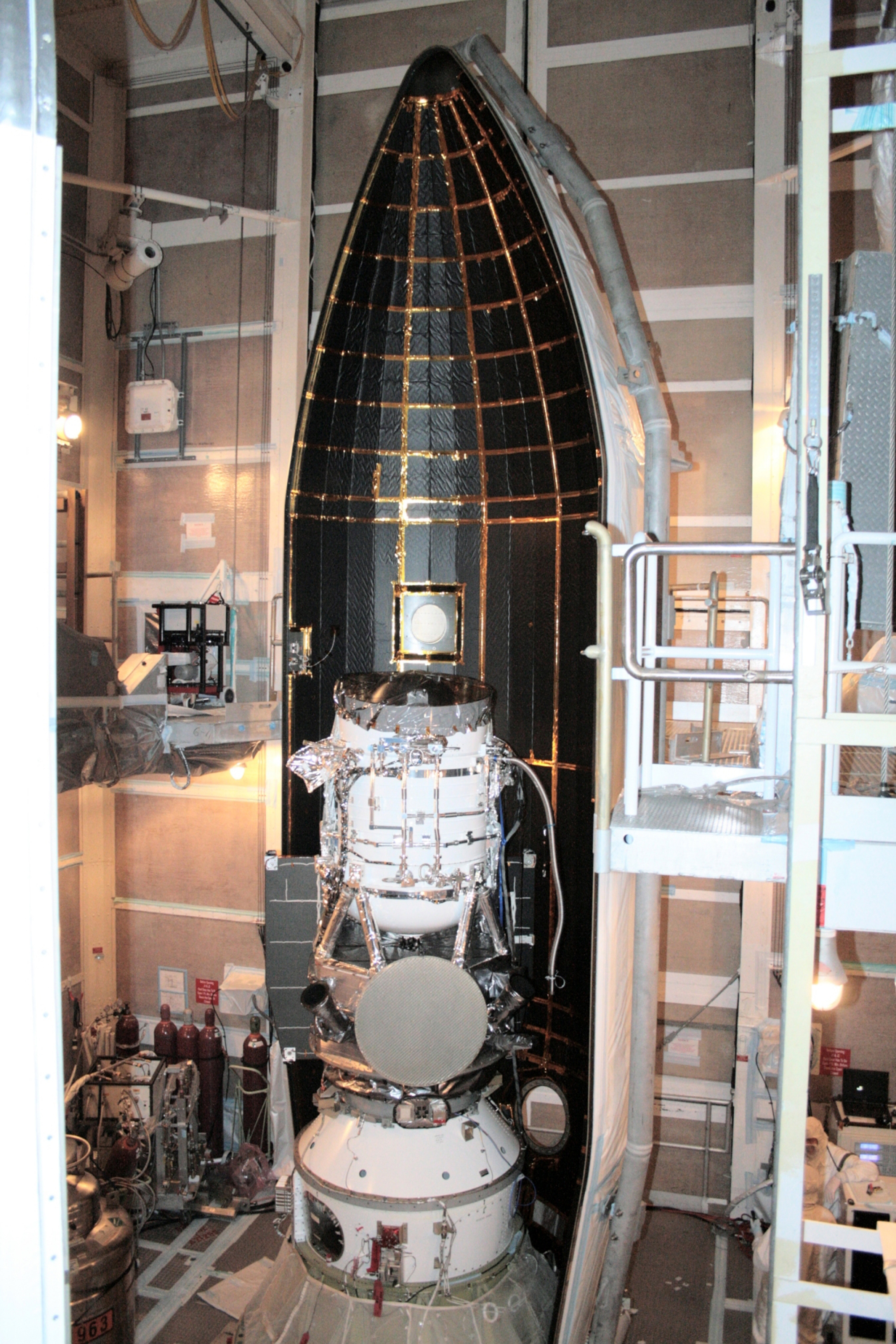
WISE під час встановлення обтічника
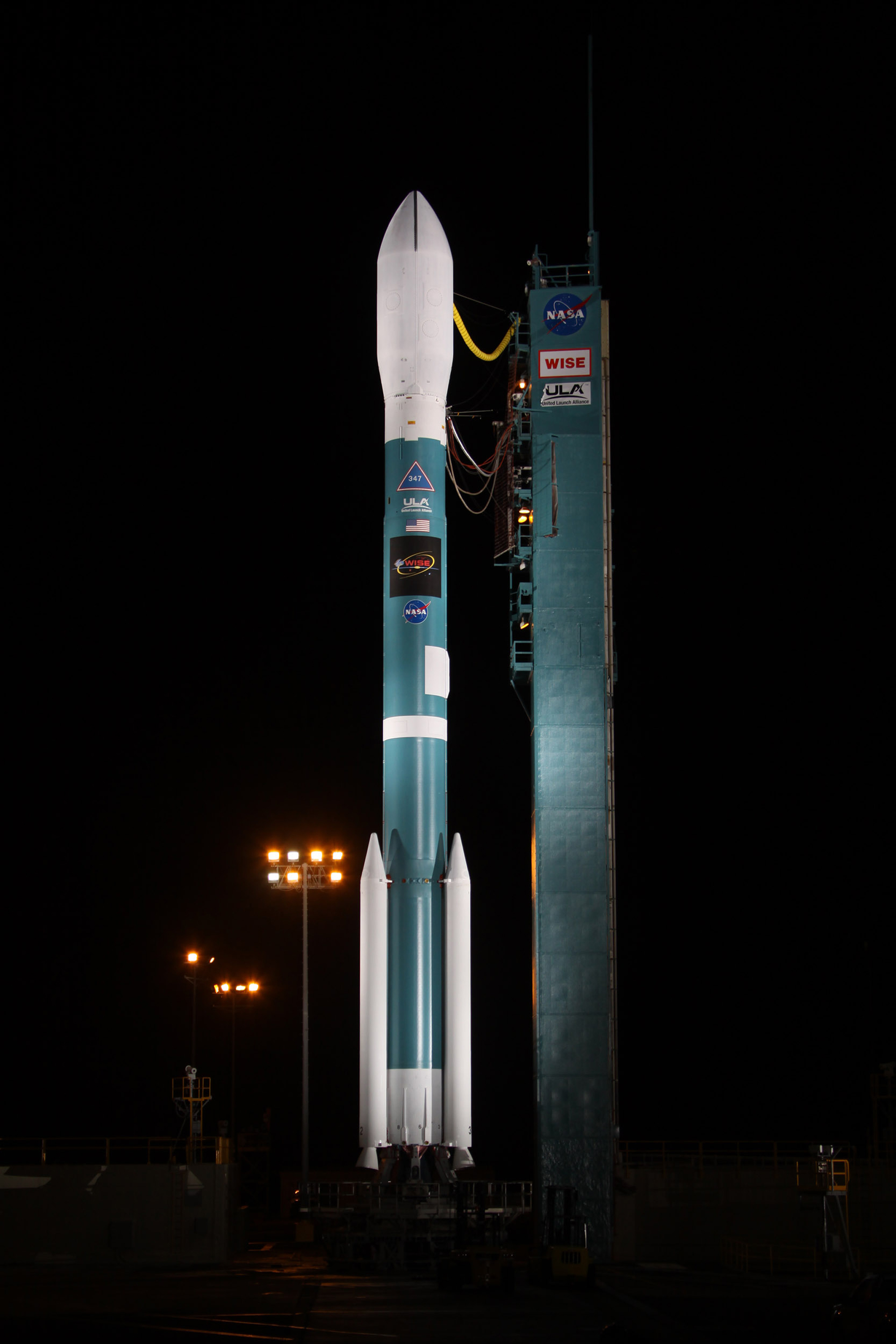
Ракета-носійДельта II з WISE на борту
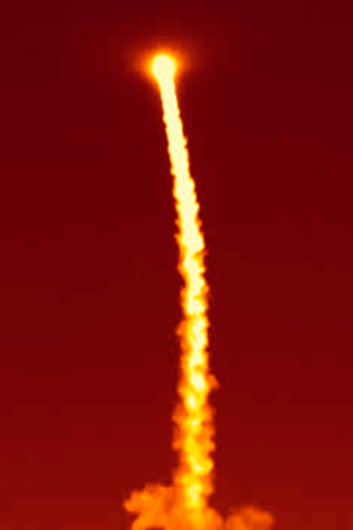
Інфрачервоне зображення запуску WISE завіабази Ванденберг

### «Холодна» місія

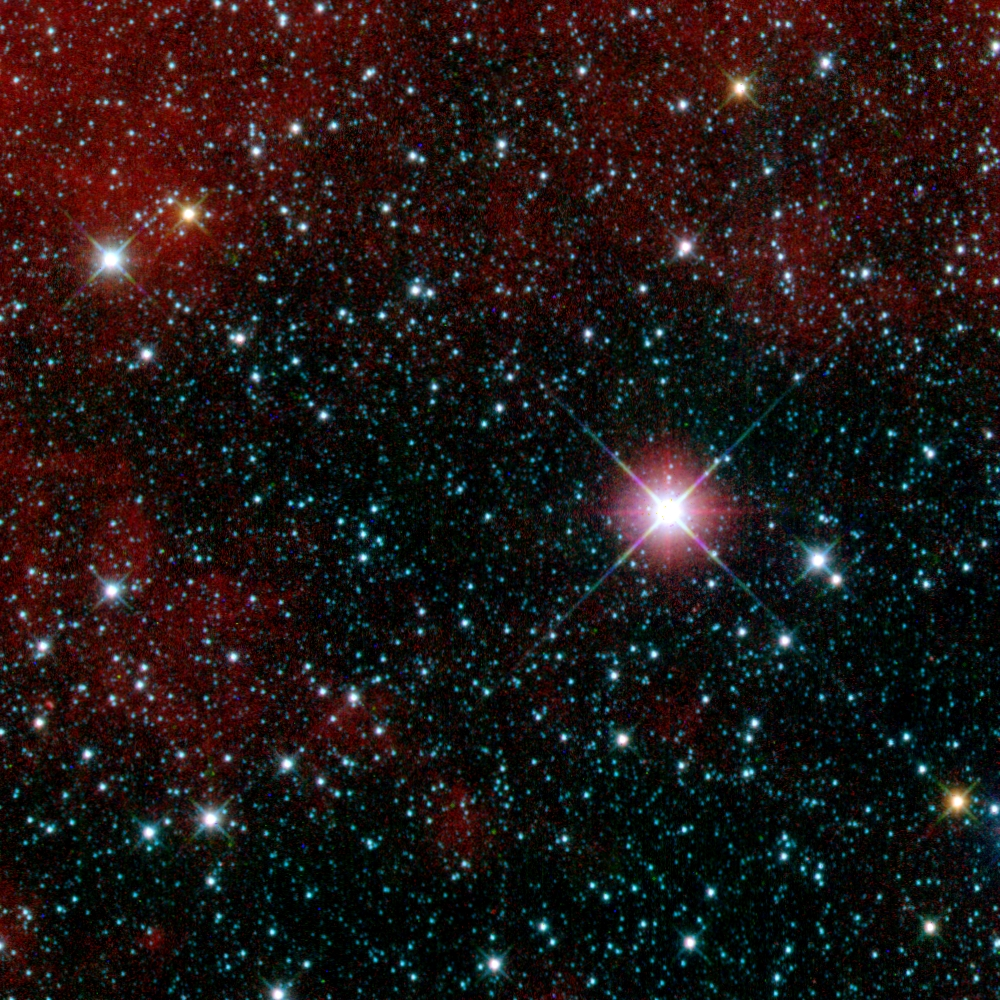
Перше зображення WISE є показує в штучних кольорах інфрачервоний вигляд неба в напрямку сузір'я Кіля.

Перевірка тривала місяць після запуску й виявила, що всі системи космічного корабля та канали передачі даних до операційного центру працюють належним чином. 29 грудня 2009 року відкрили кришку телескопа. Перше зображення було опубліковано 6 січня 2010 року. Це була восьмисекундна експозиція в сузір'ї Кіля, що показує інфрачервоне світло в штучних кольорах для трьох із чотирьох діапазонів довжин хвиль WISE: синій, зелений та червоний кольори на зображенні відображали інфрачервоні довжини хвиль 3,4, 4,6 та 12 мкм відповідно. 14 січня 2010 року місія WISE офіційне почала дослідження неба.
«Холодна» місія місія тривала 10 місяців: один місяць для перевірки, шість місяців для повного огляду неба, потім ще три додаткові місяці огляду, доки не закінчився кріогенний охолоджувач (який підтримував температуру інструментів на рівні 17 K). Частковий другий прохід огляду полегшив дослідження змін (наприклад, орбітального руху) спостережуваних об'єктів.
Космічний апарат мав лише обмежену кількість охолоджувача, тому наукова команда WISE подала заявку на продовження спостережень після закінчення охолоджувача в межах розширеної «теплої» місії. Ця місія пропонувала використовувати детектори на двох коротших довжинах хвиль 3.4 і 4.6 мкм без охолоджувача для проведення другого огляду неба, виявлення додаткових об'єктів і вимірювання паралаксів коричневих карликів. Заявка отримала низьку оцінку від НАСА частково через відсутність сторонніх груп, які б публікували дані WISE. У жовтні 2010 року НАСА продовжило місію для пошуку навколоземних об'єктів.
До жовтня 2010 року було відкрито понад 33 500 нових астероїдів і комет, а всього знято понад 154 000 об'єктів Сонячної системи. Поки WISE працював, він щодня знаходив десятки раніше невідомих астероїдів. Загалом за час своєї основної місії він зробив понад 2,7 мільйона зображень.

### NEOWISE (до гібернації)
| LINEAR NEAT Spacewatch LONEOS | CSS Pan-STARRS NEOWISE інші |

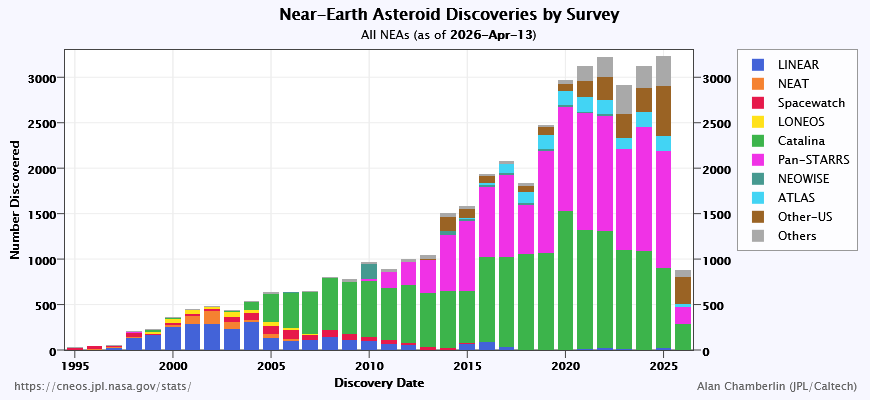
Кількість навколоземних об'єктів, відкритих різними проєктами:

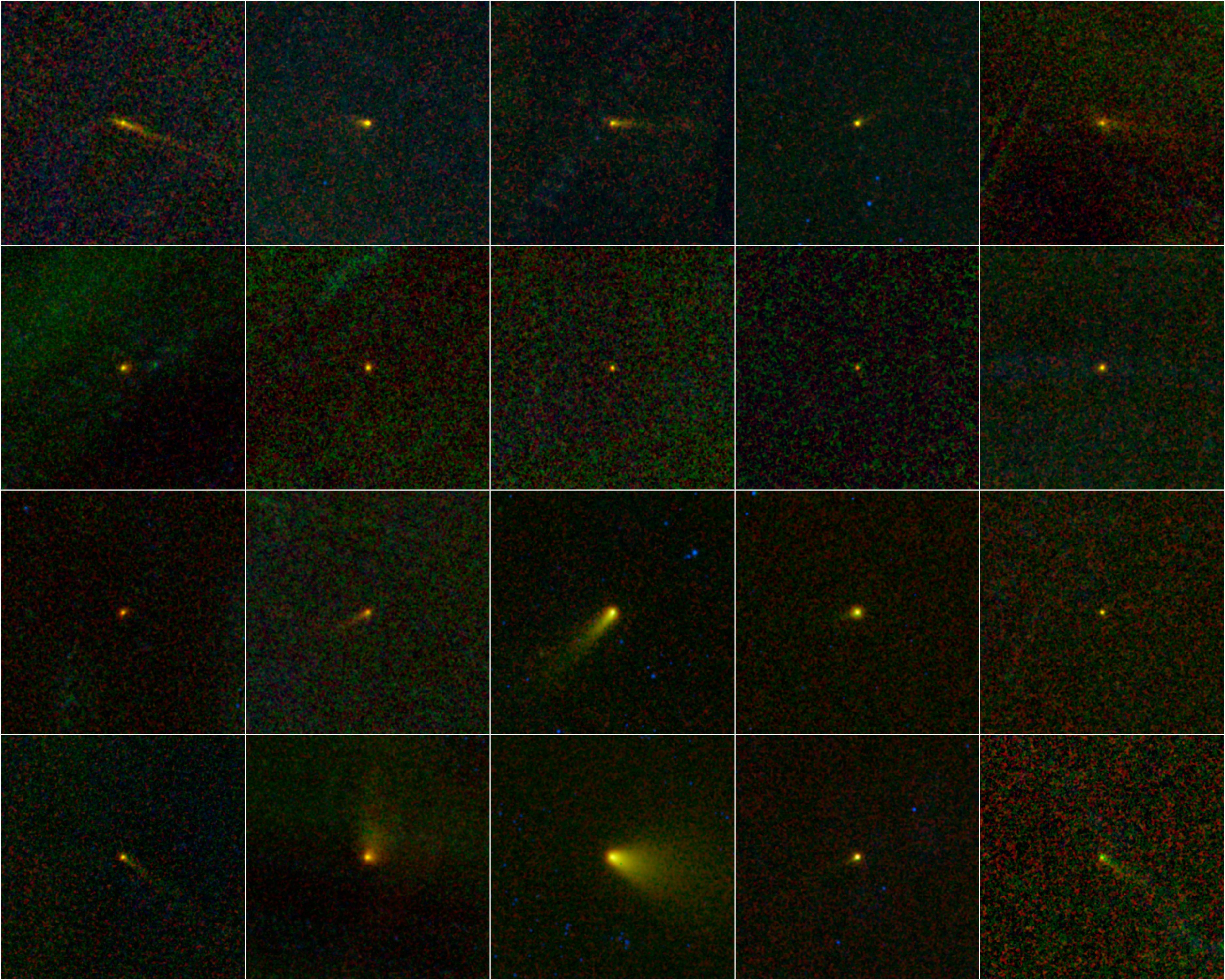
Деякі з комет, виявлених NEOWISE до гібернації

У жовтні 2010 року НАСА продовжило місію на один 1 під назвою NEOWISE (Near-Earth Object WISE). Коли ця продовжена місія виявилась успішною, її було продовжено ще на 3 місяці. Основна увага була спрямована на пошук астероїдів і комет поблизу орбіти Землі. Для цього використовували два з чотирьох детекторів на WISE, здатні працювати без охолоджувача. У лютому 2011 року НАСА оголосило, що NEOWISE виявив багато нових об'єктів у Сонячній системі, включаючи 20 комет. Під час основної та розширеної місії космічний телескоп дослідив 158 000 малих тіл, у тому числі понад 35 000 об'єктів він відкрив вперше.

### Гібернація й повернення в експлуатацію
1 лютого 2011 року, після завершення повного сканування поясу астероїдів у межах місії NEOWISE, космічний корабель було переведено в сплячий режим (гібернація). 20 вересня 2012 року з космічним кораблем ненадовго відновили зв'язок, щоб перевірити його стан.
21 серпня 2013 року НАСА оголосило, що відновить NEOWISE для продовження пошуку навколоземних об'єктів і потенційно небезпечних астероїдів. Додатково він мав шукати астероїди, які можна було б перенаправити на навколомісячну орбіту. Однією з причин відновлення місії NEOWISE були заклики НАСА активізувати виявлення астероїдів після вибуху Челябінського метеорита над Росією в лютому 2013 року.
Супутник успішно вивели зі сплячого режиму у вересні 2013 року. Температура космічного корабля на момент виходу з гібернації становила 200 К, однак, націливши телескоп у глибокий космос, його вдалося охолодити до робочої температури 75 К. Інструменти повторно відкалібрували, і 19 грудня 2013 року отримали перше зображення після гібернації.

### NEOWISE (після гібернації)

Перші чотири роки даних NEOWISE, з грудня 2013 року по грудень 2017 року. Зелені крапки — навколоземні об'єкти. Сірі крапки — інші астероїди, переважно в головному поясі. Жовті квадрати — комети. Білі крапки — астероїди в полі зору NEOWISE в даний момент часу.

З грудня 2013 до травня 2017 року телескоп зробив майже 640 000 спостережень понад 26 000 раніше відомих об'єктів. Крім того, було виявлено 416 нових об'єктів, і близько чверті з них виявились навколоземними об'єктами.
Станом на липень 2024 року WISE / NEOWISE відкрив 399 навколоземних об'єктів, у тому числі 365 навколоземних астероїдів, 66 потенційно небезпечних астероїдів і 34 комети. NEOWISE зробив оцінку розміру понад 1850 навколоземних об'єктів.

### Завершення місії
13 грудня 2023 року Лабораторія реактивного руху оголосила, що розпад орбіти космічного апарата призведе до його непридатності до початку 2025 року. Однак збільшення сонячної активності, коли Сонце наблизилось до сонячного максимуму під час 25 сонячного циклу, збільшило атмосферний опір і пришвидшило розпад орбіти. 8 серпня 2024 року Лабораторія реактивного руху оновила свою оцінку й анонсувала загибель супутника в кінці 2024 року. Наукові дослідження NEOWISE завершилися 31 липня, а вже 8 серпня було вимкнуто бортовий передавач, що ознаменувало офіційне завершення експлуатації орбітального телескопу.
2 листопада 2024 року, космічний телескоп NEOWISE, який за більш ніж 14 років експлуатації виявив понад 3000 навколоземних об’єктів, згорів в атмосфері Землі після завершення місії, — про це повідомило агентство NASA на своїй сторінці на платформі 𝕏 (колишній Twitter).

## Публікація даних
14 квітня 2011 року було оприлюднено попередні дані WISE, які охоплюють 57 % неба, яке спостерігав космічний апарат, а 14 березня 2012 року — атлас і каталог усього інфрачервоного неба, зображеного WISE. 31 липня 2012 року було опубліковано попередні дані NEOWISE після завершення «холодної» фази місії. Реліз під назвою AllWISE, який об'єднує всі дані, був випущений 13 листопада 2013 року. Дані NEOWISE після виходу з гібернації публікувались щорічно.
Дані WISE включають оцінки діаметра середньої точності, — кращі, ніж за припущеним альбедо, але не настільки точні, як хороші теплофізичні моделювання астероїдів з одночасним використанням відбитого світла та теплового інфрачервоного випромінювання. У травні 2016 року Натан Мірволд поставив під сумнів точність діаметрів і заявив про системні помилки, пов'язані з конструкцією космічного апарата. Оригінальна версія його статті зазнала критики за її методологію й не пройшла рецензування, але згодом була опублікована переглянута версія. Того ж року аналіз 100 астероїдів, проведений незалежною групою астрономів, дав результати, що узгоджуються з оригінальним аналізом WISE.

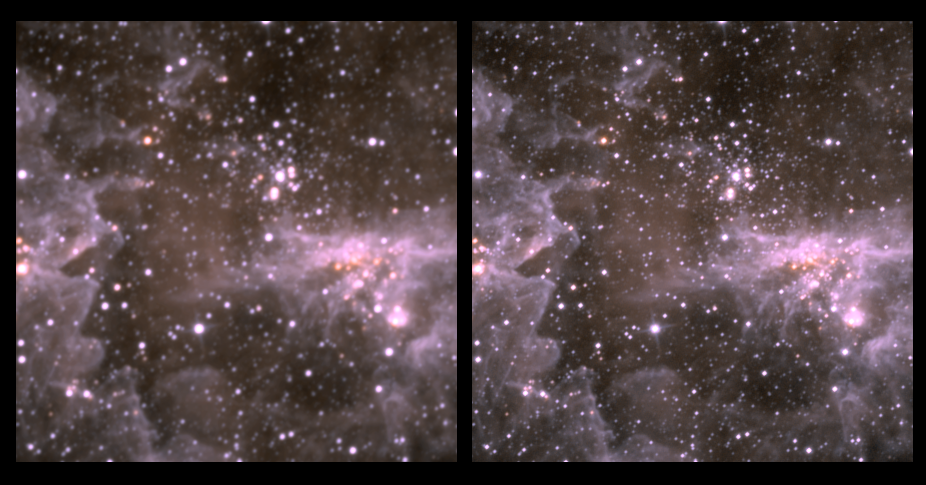
Порівняння зображень AllWISE (ліворуч) і unWISE (праворуч) на прикладі IC 1590.

Зображення AllWISE були спеціально розмиті, що є оптимальним для виявлення ізольованих точкових джерел, але ускладнює виявлення об'єктів і щільних регіонах. Неофіційні нерозмиті зображення, відомі як unWISE (unblurred WISE), теж доступні онлайн. Зображення unWISE використовуються для громадських наукових проєктів Disk Detective і Backyard Worlds.
У 2019 році вийшов попередній каталог під назвою CatWISE. Цей каталог поєднав дані WISE і NEOWISE для фотометрії на 3,4 і 4,6 мкм. Він використовує зображення unWISE і пайплайн AllWISE для виявлення джерел. CatWISE включає слабші джерела та набагато точніші вимірювання власного руху об'єктів. Його підготувала Лабораторія реактивного руху. Попередній каталог CatWISE доступний через Infrared Science Archive.

## Виявлені об'єкти
Крім численних комет і малих планет, WISE і NEOWISE виявили багато коричневих карликів, деякі з яких знаходяться всього в декількох світлових роках від Сонячної системи, перший троянський астероїд Землі і найяскравіші галактики у Всесвіті.

### Астероїди

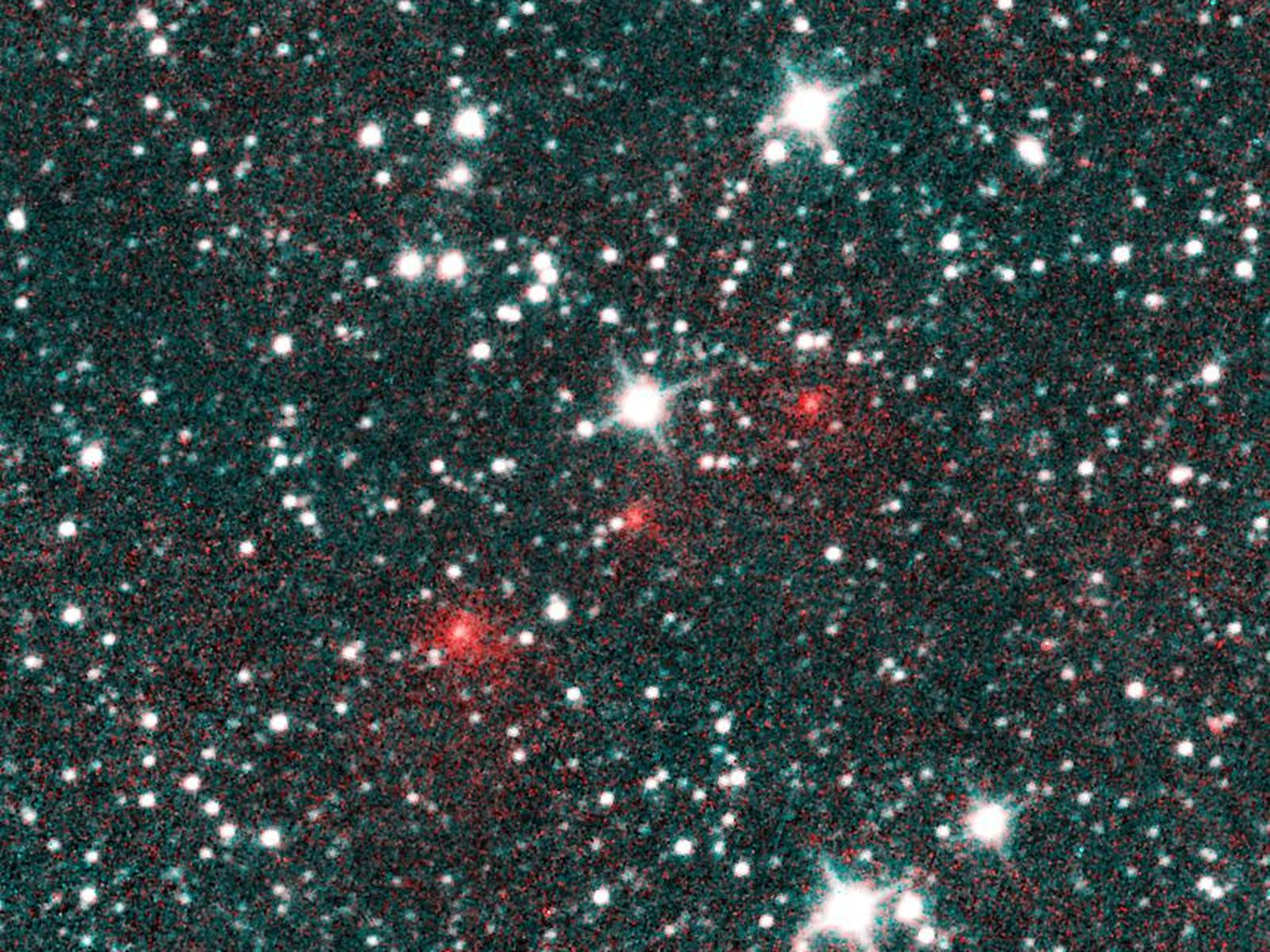
Зображення, на якому була вперше відкрита комета C/2020 F3 (NEOWISE)

WISE/NEOWISE відкрив понад 35 000 малих тіл, в тому числі 290 навколоземних астероїдів і комет. За WISE зареєстровано відкриття 3088 номерних малих тіл.
У липні 2011 року було оголошено, що WISE виявив перший троянський астероїд Землі 2010 TK7.

### Комета C/2020 F3 (NEOWISE)
27 березня 2020 року NEOWISE виявив комету C/2020 F3 (NEOWISE). Згодом вона стала видимою неозброєним оком, і її багато фотографували професійні астрономи та астрономи-аматори. Це була найяскравіша комета, яку можна було побачити в північній півкулі після комети Гейла-Боппа 1997 року.

### Найближчі зорі
Найближчі зорі, виявлені за допомогою WISE в межах 30 світлових років:
| Об'єкт           | св.р. | Спектральний клас | Сузір'я  | Пряме піднесення | Схилення         |
| ---------------- | ----- | ----------------- | -------- | ---------------- | ---------------- |
| WISEA J1540–5101 | 17,4  | M7                | Косинець | 15h 40m 43,537s  | −51° 01′ 35,968″ |
| WISE J0720−0846  | 22,2  | М9,5+Т5,5         | Єдиноріг | 07h 20m 03,254s  | −08° 46′ 49,90″  |

### Коричневі карлики

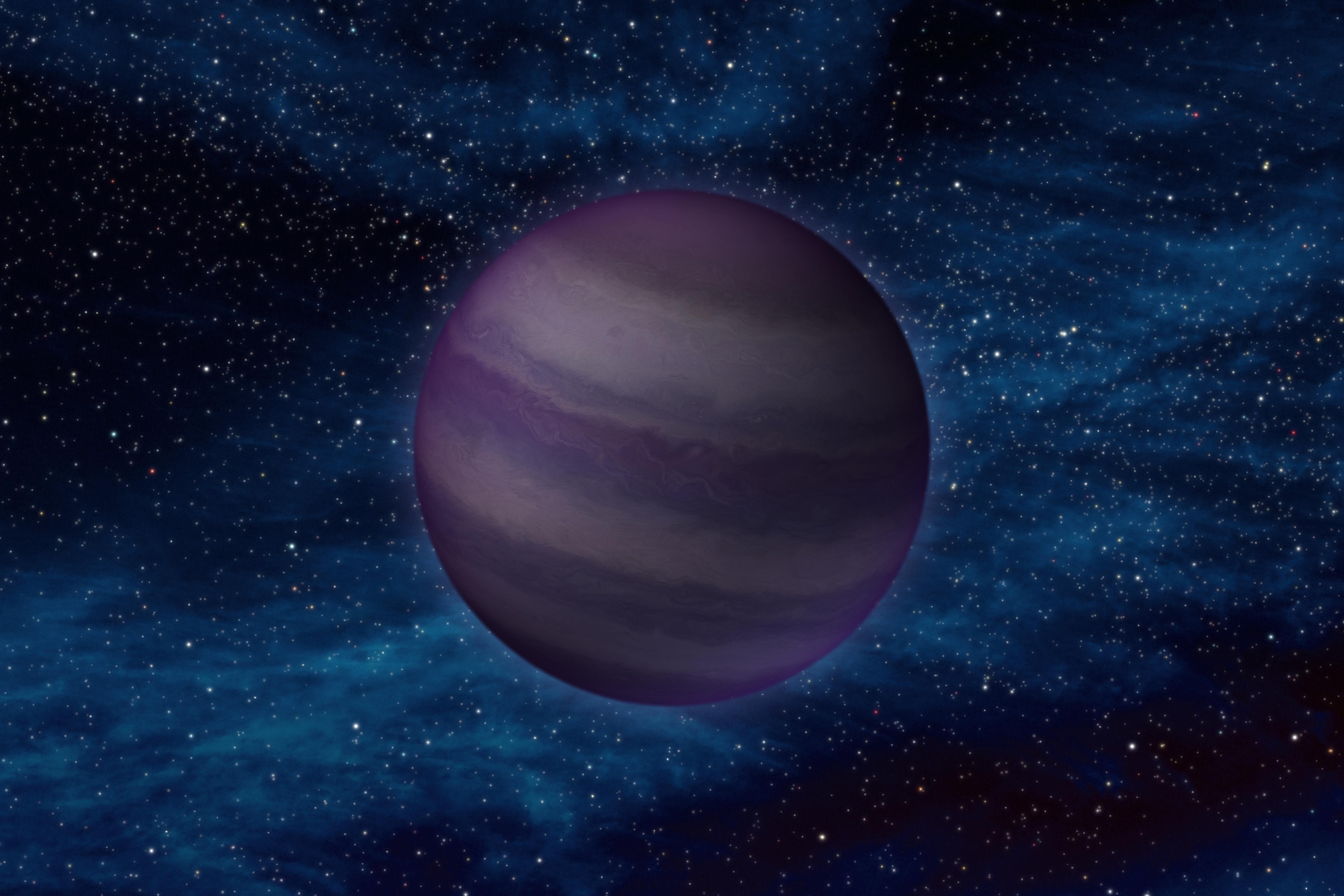
WISE відкрив перший коричневий карлик спектрального класу Y (художнє зображення)

Найближчі коричневі карлики, відкриті WISE в межах 20 світлових років:
| Об'єкт          | св.р. | Спектральний клас | Сузір'я             | Пряме піднесення | Схилення        |
| --------------- | ----- | ----------------- | ------------------- | ---------------- | --------------- |
| Луман 16        | 6,5   | L8 + T1           | Вітрила             | 10h 49m 15.57s   | −53° 19′ 06″    |
| WISE 0855−0714  | 7,3   | Y                 | Гідра               | 8h 55m 10.83s    | −7° 14′ 22,5″   |
| WISE 1639−6847  | 15,5  | Y0pec             | Південний Трикутник | 16h 39m 40.83s   | −68° 47′ 38,6″  |
| WISE J0521+1025 | 16    | T7.5              | Оріон               | 05h 21m 26.349s  | 10° 25′ 27,41″  |
| WISE 1506+7027  | 16,9  | T6                | Мала Ведмедиця      | 15h 06m 49.89s   | 70° 27′ 36,23″  |
| WISE 0350−5658  | 18    | Y1                | Сітка               | 03h 50m 00.32s   | −56° 58′ 30,2″  |
| WISE 1741+2553  | 18    | T9                | Геркулес            | 17h 41m 24.22s   | 25° 53′ 18,96″  |
| WISE 1541−2250  | 19    | Y0.5              | Терези              | 15h 41m 51.57s   | −22° 50′ 25,03″ |

### Прямі зображення екзопланет
WISE отримав прямі зображення кількох екзопланет. У таблиці нижче Mmin і Mmax — нижня й верхня межа маси планети в масах Юпітера. Робоче визначення МАС вимагає Mпланети ≤ 13 MЮпітера і Mпланети/Mзорі < 0,04006.
| Зоря-господар           | Назва екзопланети                         | Відстань,св.р. | Зоряна величина зорі | Велика піввісь, а.о. | Маса планети, MЮпітера | Рік відкриття | Примітки та посилання | Чи є планетою за визначенням МАС             |
| ----------------------- | ----------------------------------------- | -------------- | -------------------- | -------------------- | ---------------------- | ------------- | --- | -------------------------------------------- |
| L 34-26                 | WISEPA J075108.79-763449.6 (COCONUTS-2b)  | 36             | 11,3                 | 6471                 | 4,4-7,8                | 2011/2021     | вперше виявлено за допомогою WISE у 2011 році, але статус планети було встановлено у 2021 році з використанням даних Gaia | Mmin=4,4<13 Mmax=7,8<13 Mmax/Mзорі=0,02<0,04 |
| BD+60 1417              | CWISER J124332.12+600126.2 (BD+60 1417 b) | 144            | 9,4                  | 1662                 | 10-20                  | 2021          | Тільки мінімальна маса відповідає робочому визначенню МАС                                                                 | Mmin=10<13 Mmax=20>13 Mmax/Mзорі=0,019<0,04  |
| GJ 900                  | CW2335+0142                               | 68             | 9,5                  | 12000                | 10,5                   | 2024          | [ 77 ] | Mplanet=10,5<13 Mпланети/Mзорі =0,009<0,04   |
| 2MASS J05581644–4501559 | CWISE J055816.67-450233.4 (0558 B)        | 88             | 14,9                 | 1043                 | 6-12                   | 2024          | [ 78 ] | Mmax=12<13 Mmax/Mзорі=?                      |

### Диски й молоді зорі
Чутливість WISE в інфрачервоному діапазоні дозволила виявити диски навколо молодих зір і старих систем білих карликів. Ці відкриття зазвичай вимагають поєднання оптичних, ближніх інфрачервоних спостережень і спостережень WISE або Спітцера в середньому інфрачервоному діапазоні. Прикладами є червоний карлик WISE J080822.18-644357.3, коричневий карлик WISEA J120037.79-784508.3 і білий карлик LSPM J0207+3331. Громадянський науковий проєкт НАСА Disk Detective використовує дані WISE. Крім того, дослідники використовували NEOWISE, щоб виявити виверження молодих зоряних об'єктів.

### Туманності
За допомогою WISE виявили декілька туманностей: залишок наднової типу Iax Pa 30, туманності навколо масивних зір спектрального класу B BD+60° 2668 і ALS 19653, оболонка навколо зорі Вольфа-Райє WR 35 і гало навколо планетарної туманності Равлик.

### Позагалактичні об'єкти
Активні ядра галактик можна ідентифікувати за їх кольором в середньому інфрачервоному діапазоні. Одна робота використовувала комбінацію даних Gaia та unWISE для ідентифікації активних ядер галактик.
Інше дослідження використовувало SDSS і WISE для ідентифікації яскравих інфрачервоних галактик.
NEOWISE спостерігав все небо протягом понад 10 років і може бути використаний для пошуку астрономічних транзієнтів. Деякі з виявлених транзієнтів — це події приливного руйнування в інших галактиках та інфрачервоне випромінювання від наднових.

## Галерея

### Повний вид неба WISE

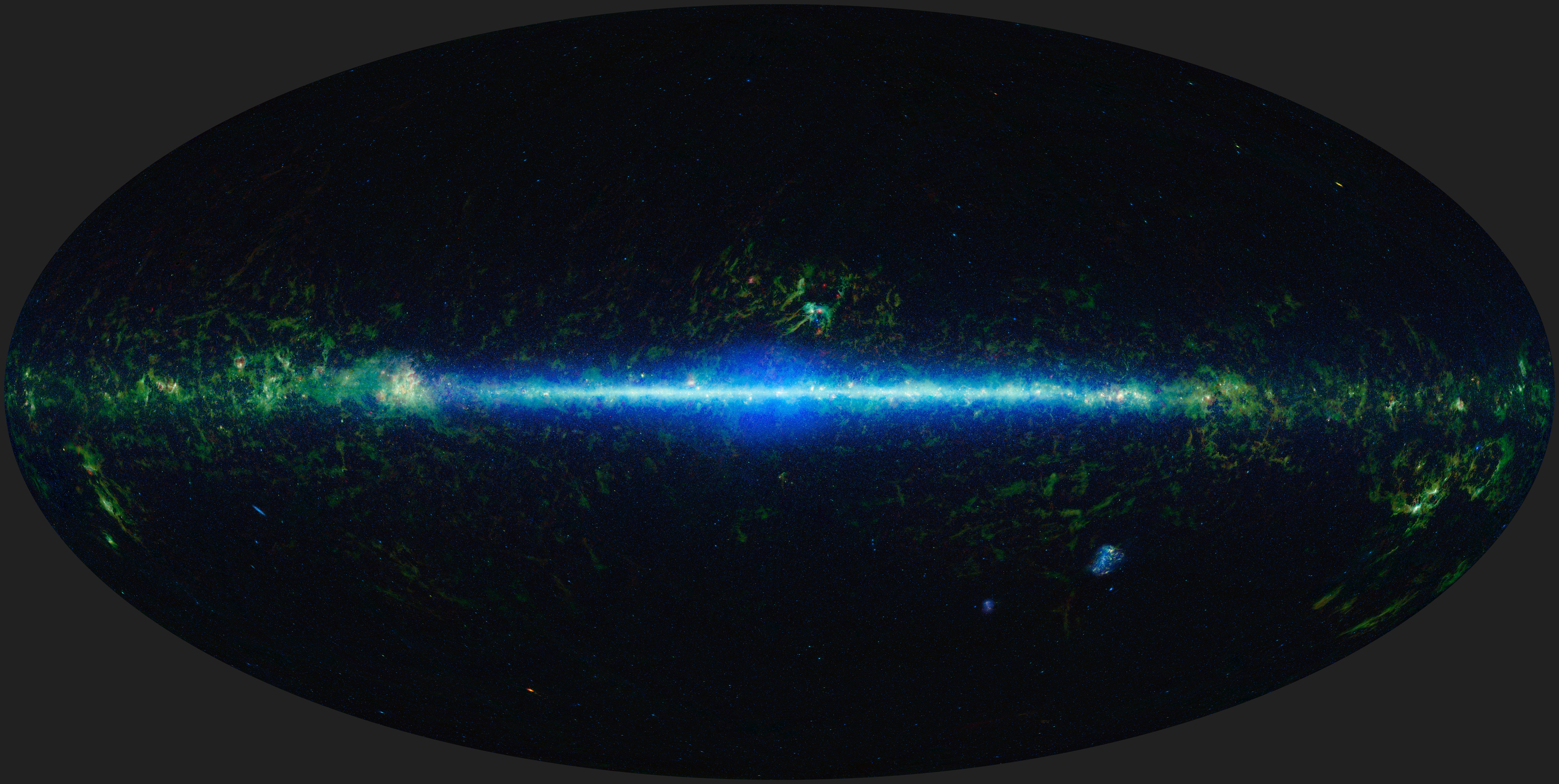
Вид всього неба в інфрачервоному діапазоні
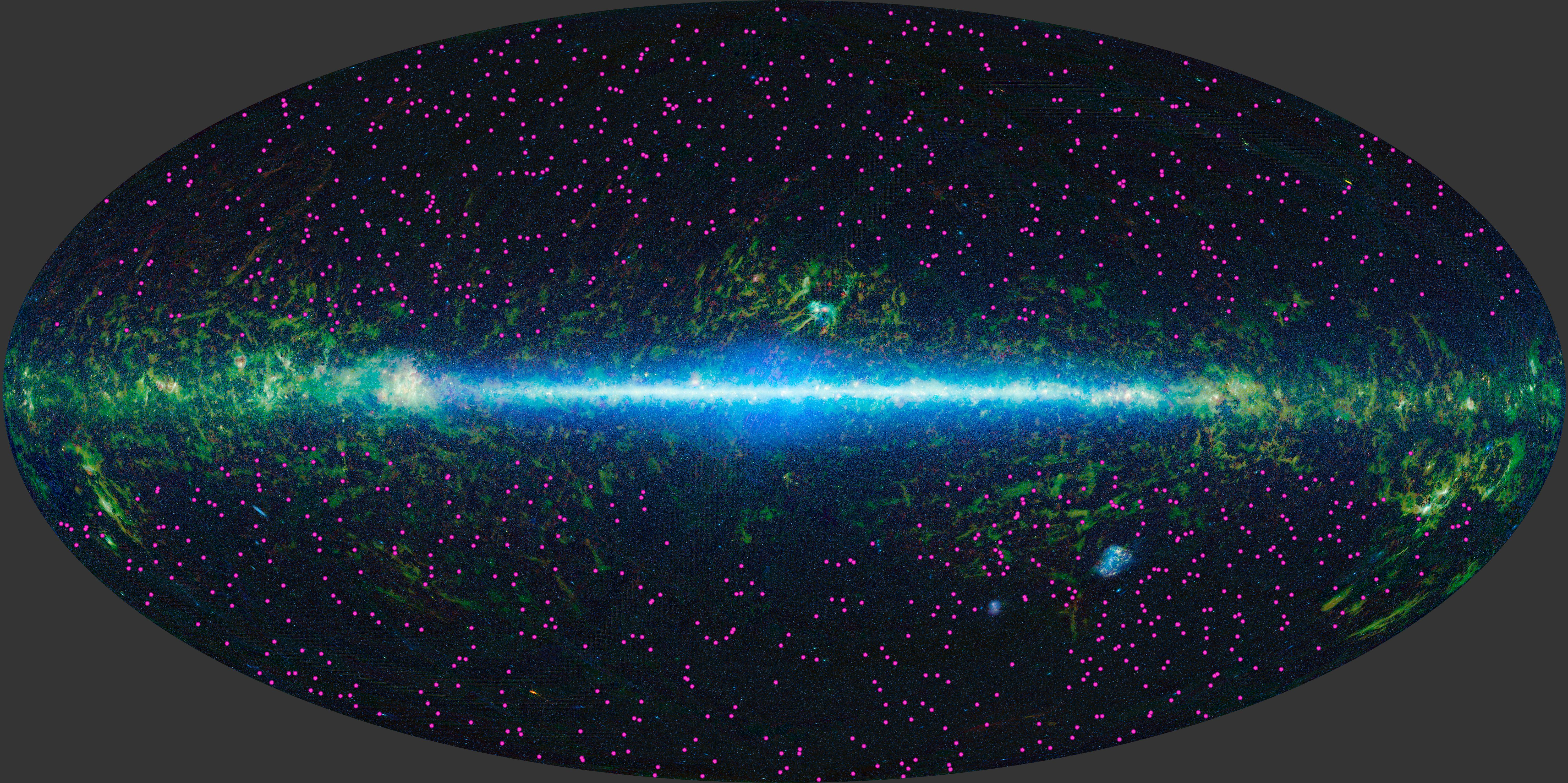
Той самий вид всього неба з виділеними гарячими галактиками, вкритими пилом[en]

### Вибрані зображення від WISE

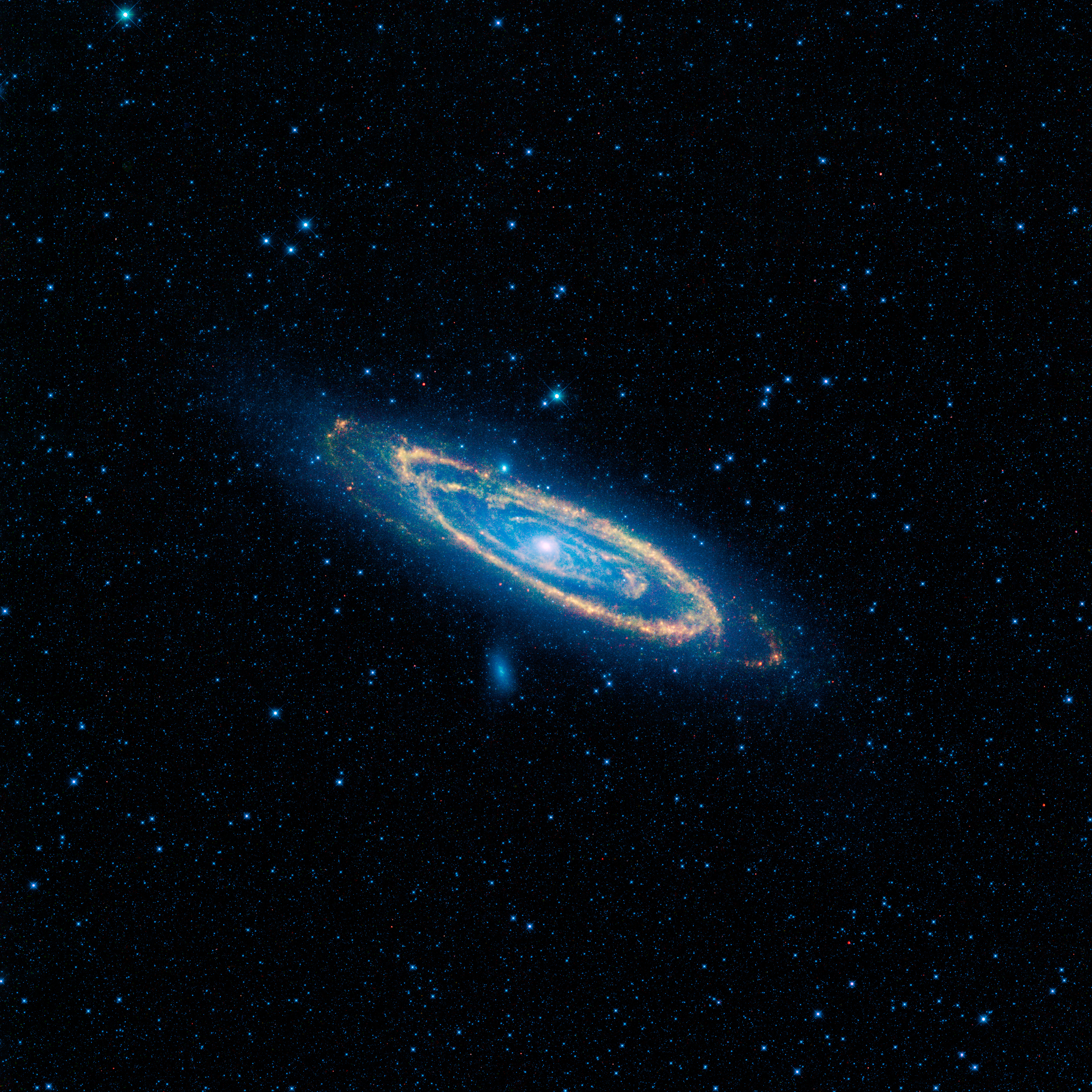
Зображення галактики Андромеди з використанням усіх чотирьох інфрачервоних детекторів
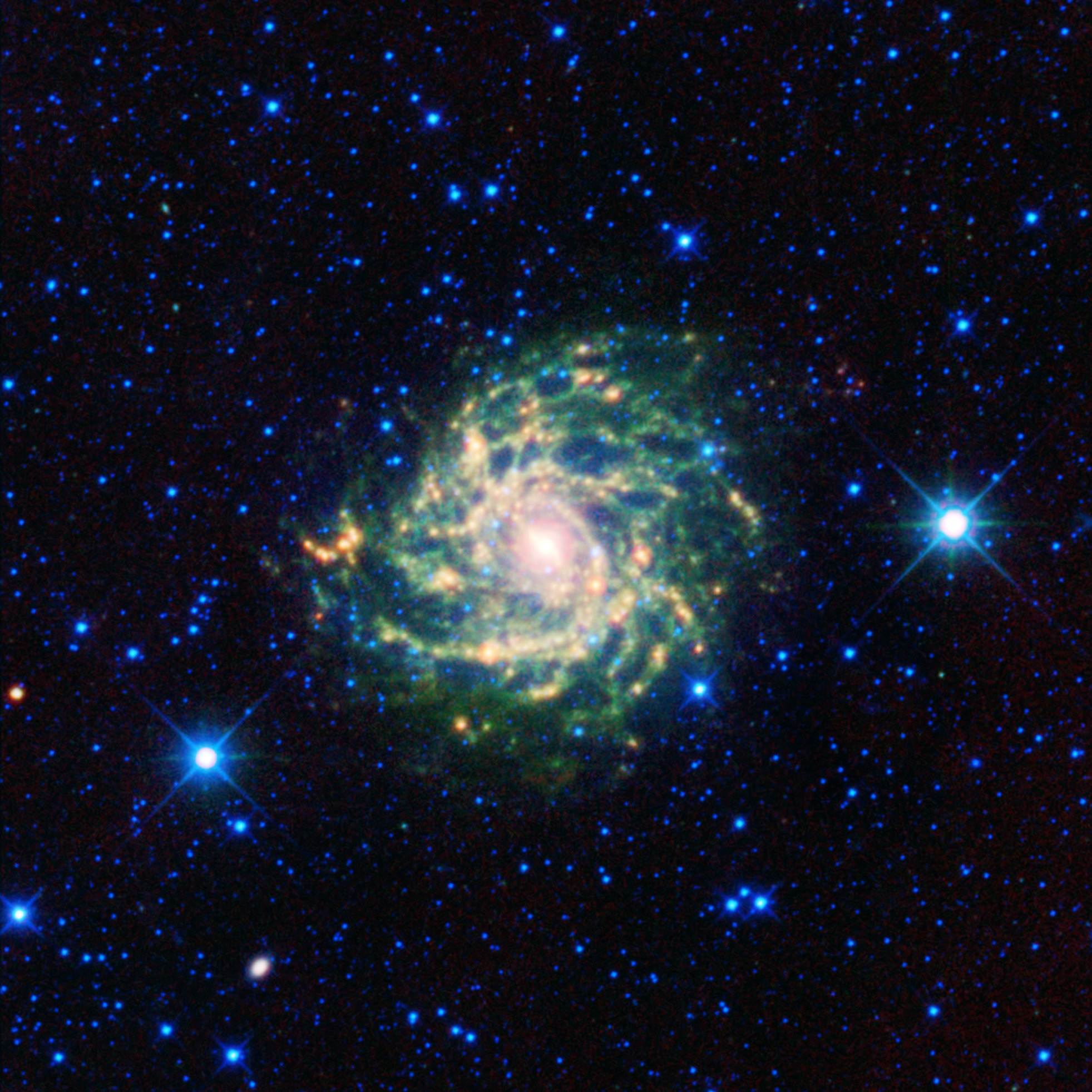
Інфрачервоне зображення галактики IC 342
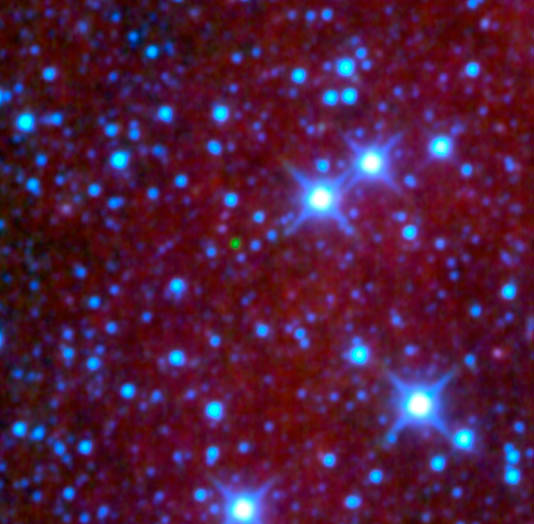
Зелена точка — WISE 0458+6434[en], яка, як вважають, складається з двох коричневих карликів класу Т
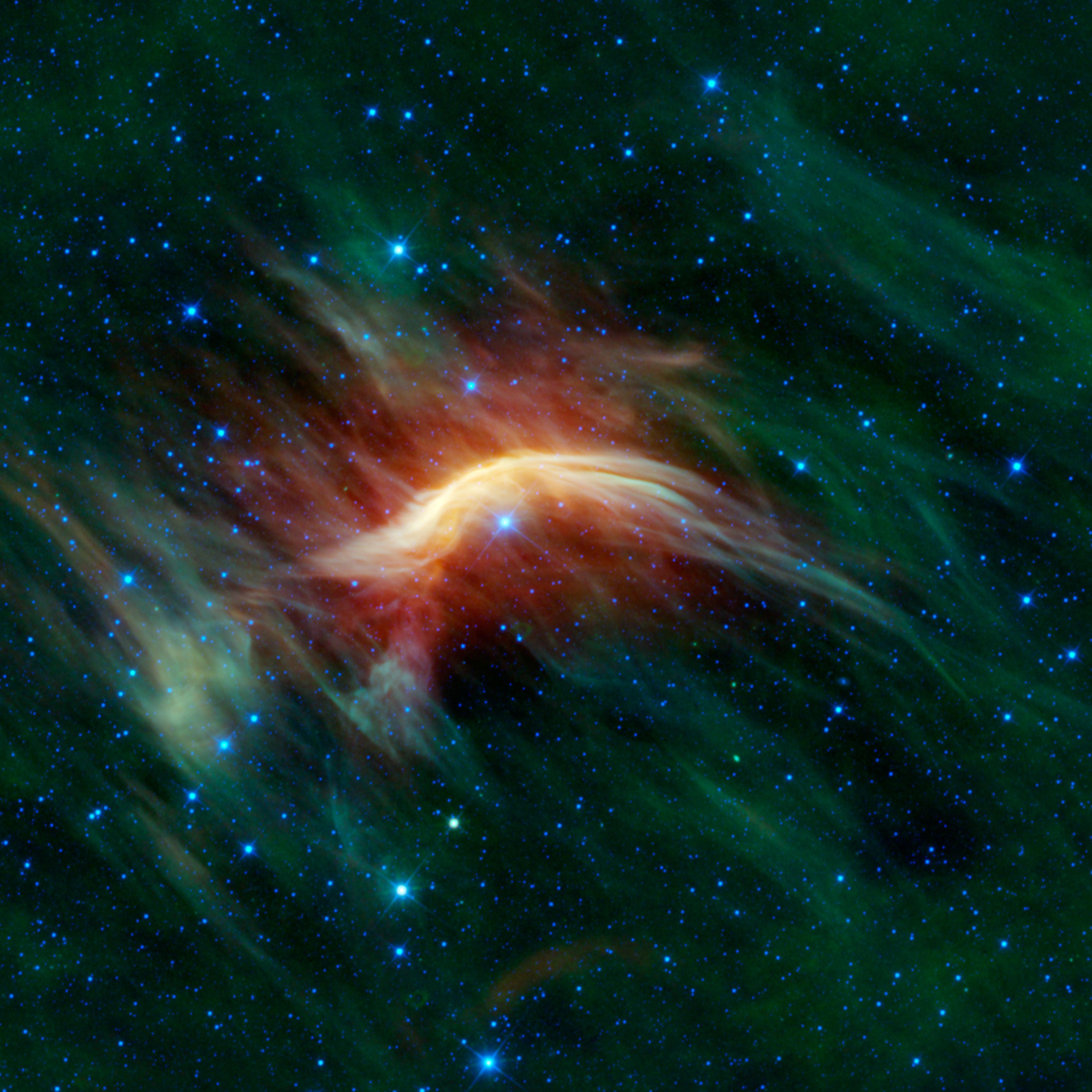
Зоря-втікач Дзета Змієносця[en] тадугоподібна ударна хвиля, утворена цією масивною зорею
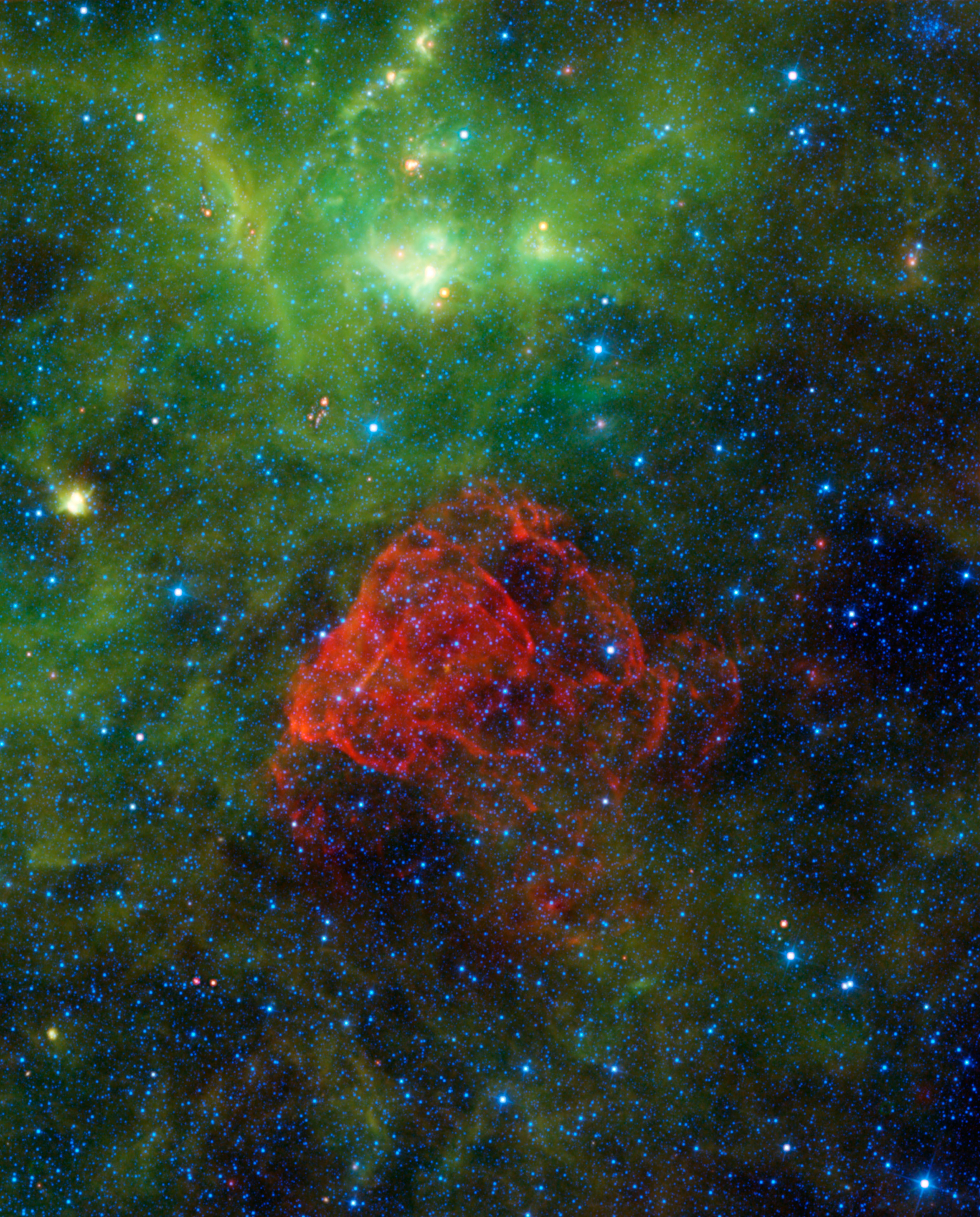
Корма А, залишок наднової
Туманність Ро Змієносця
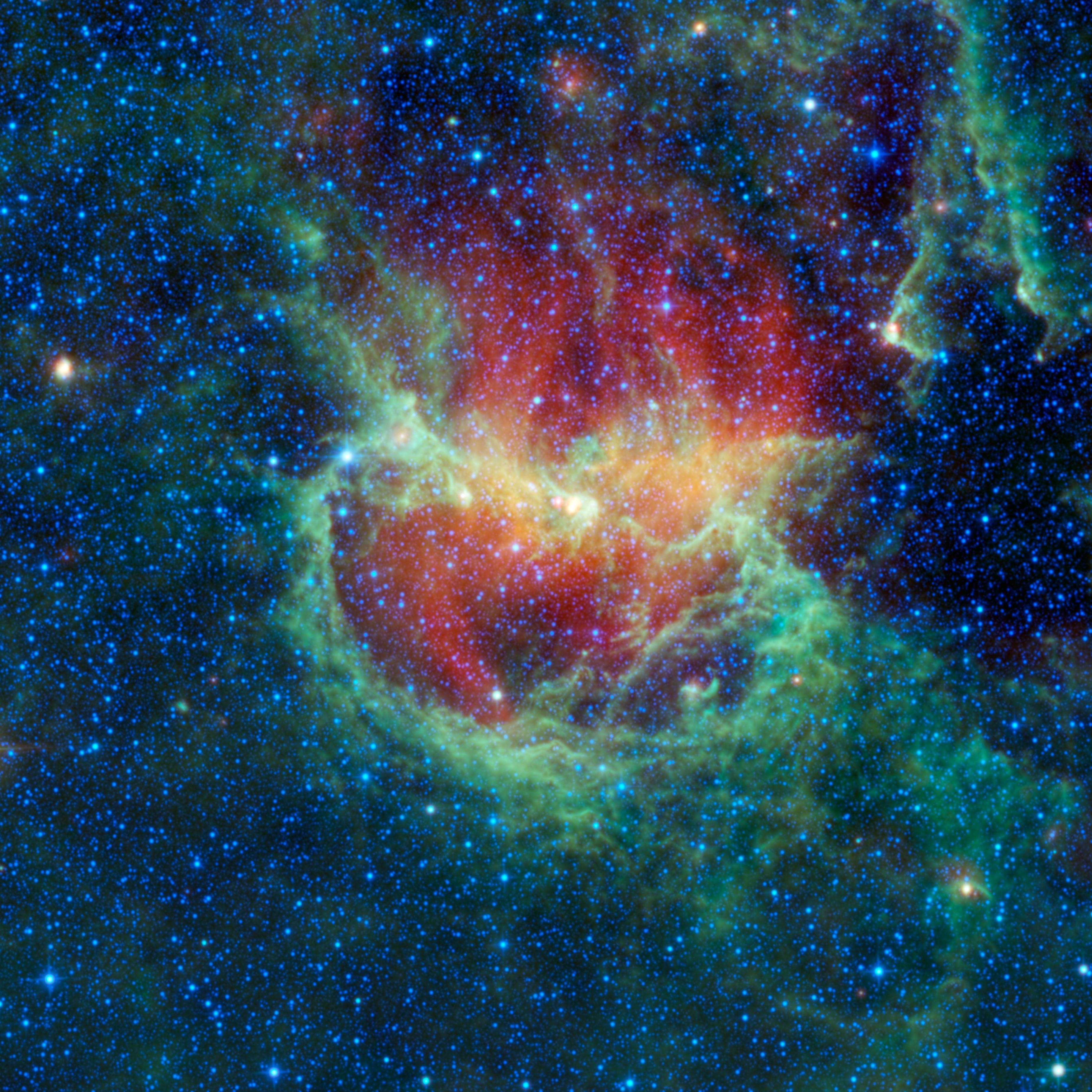
IC 2944, область зореутворення в Чумацькому Шляху
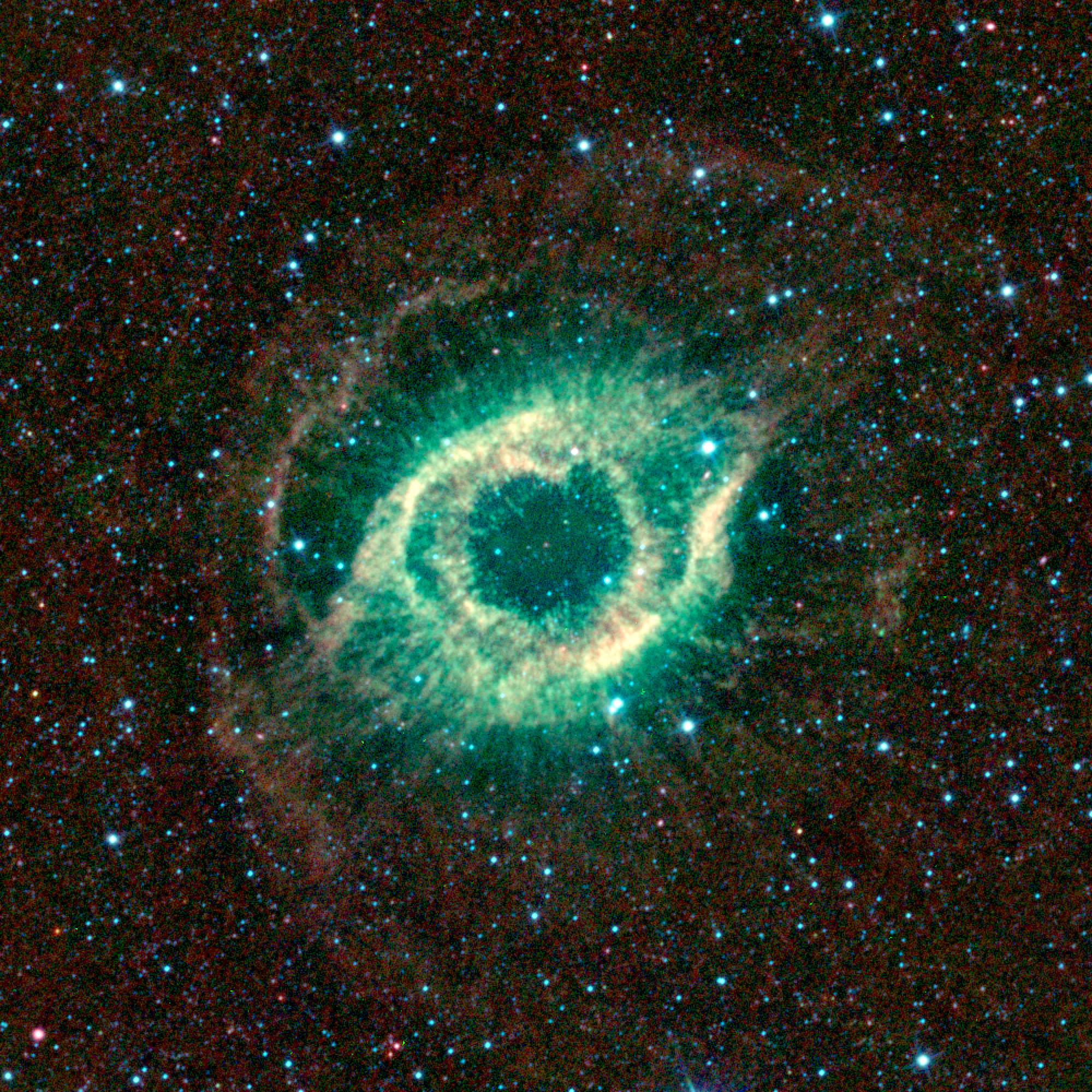
Туманність Равлик, планетарна туманність
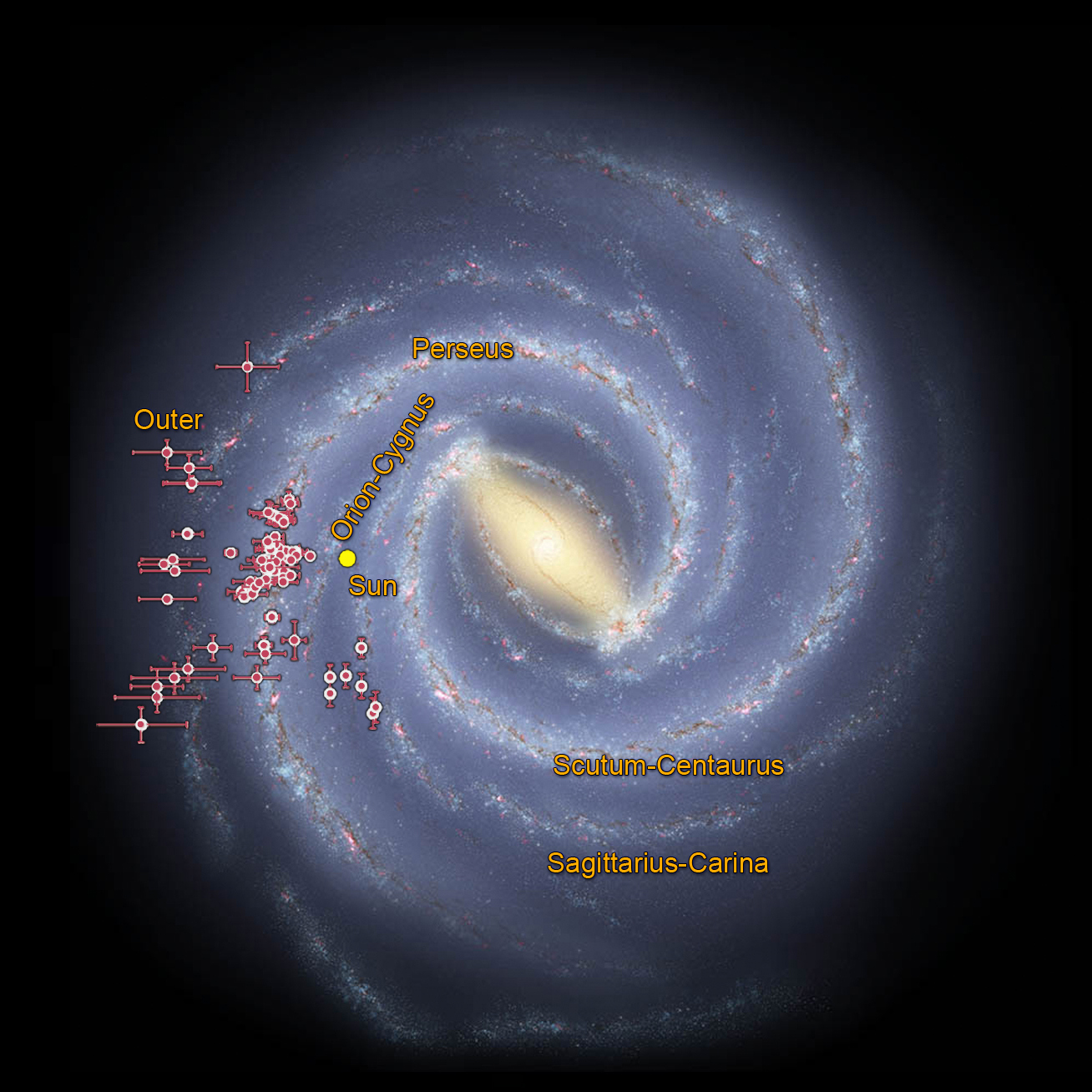
Дані WISE використовується для відстеження спіральних рукавів Чумацького Шляху
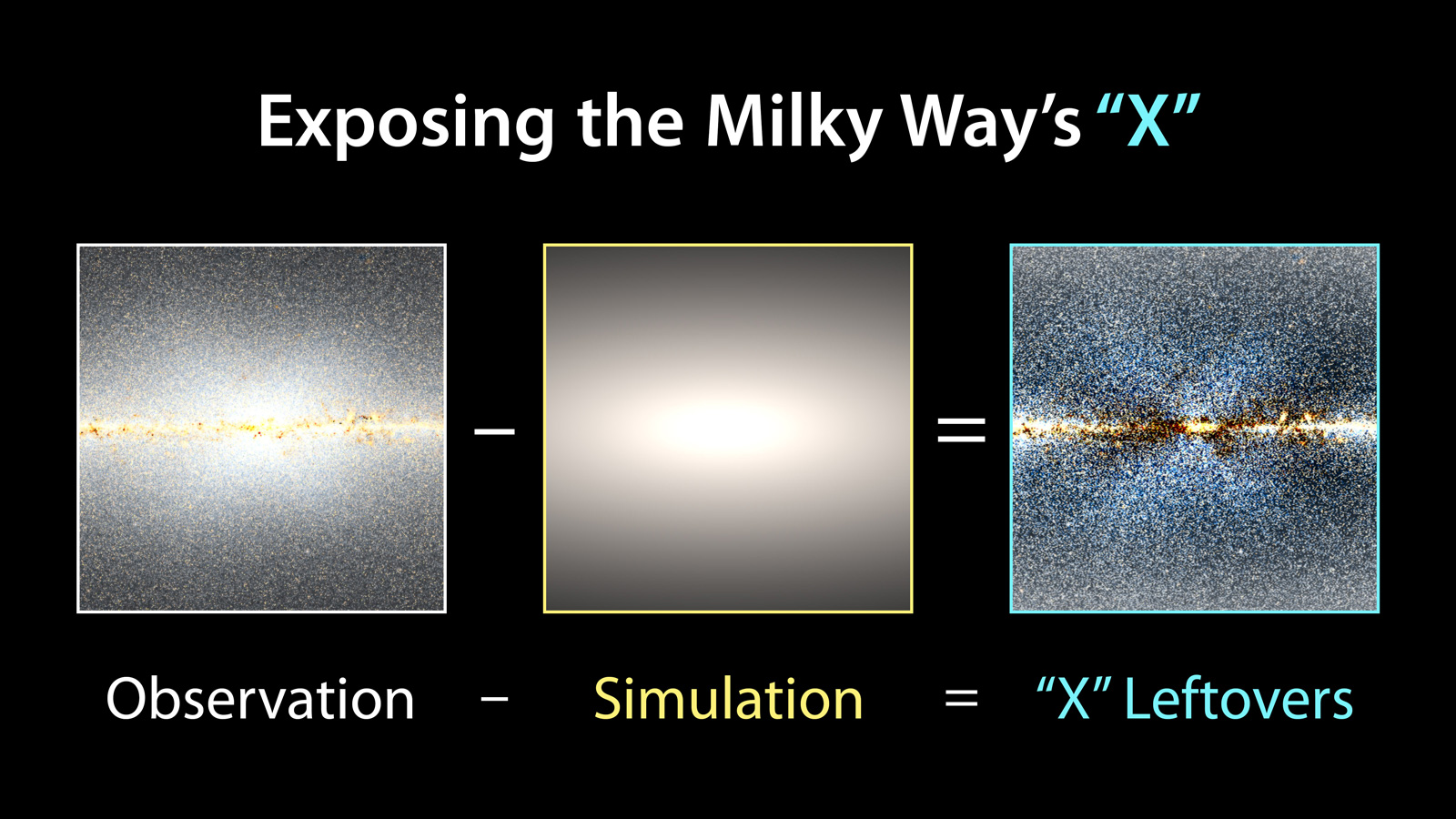
Х-подібний балдж Чумацького Шляху, виявлений WISE

### Карта найближчих зір WISE

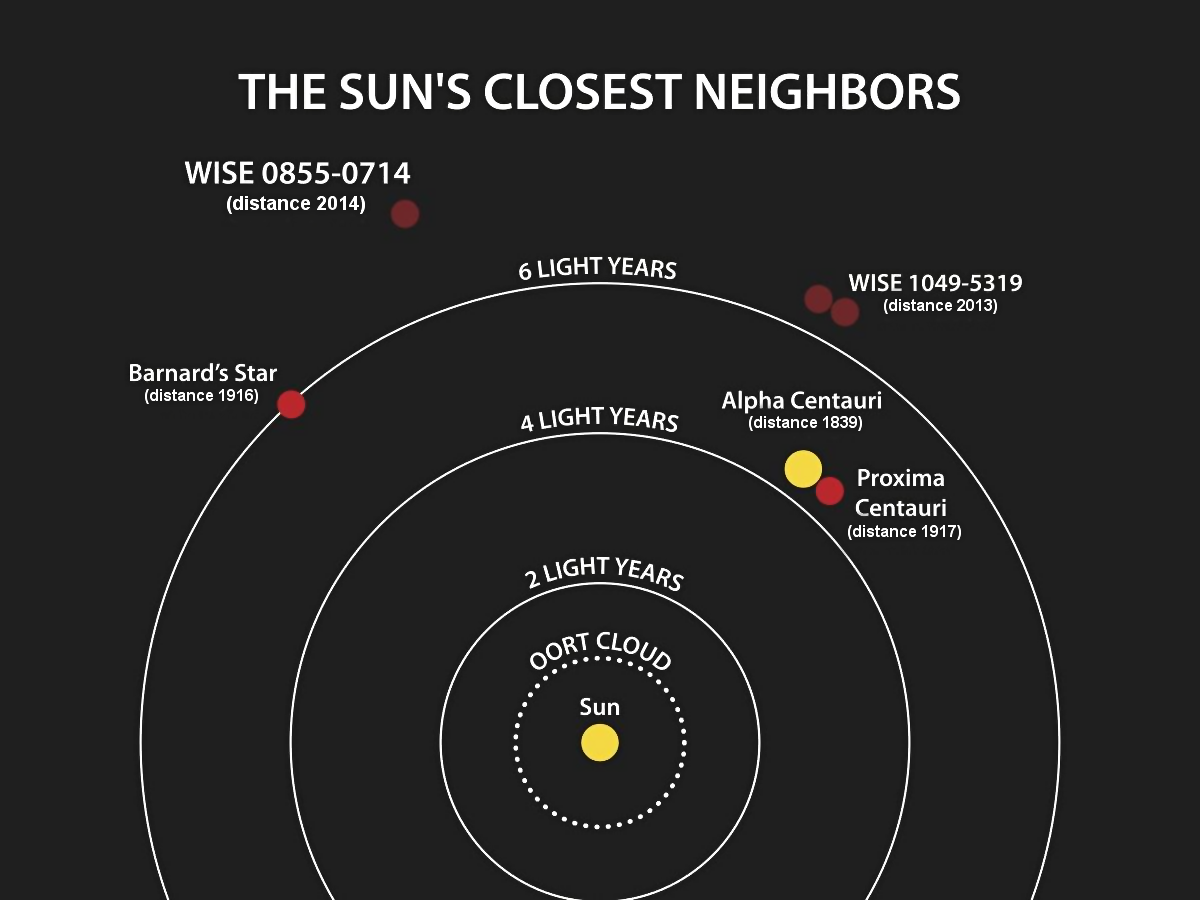
Найближчі зорі з відкриттями WISE — WISE 0855−0714 і Луман 16 (WISE 1049−5319)